# Ostracion trachys
Ostracion trachys is een straalvinnige vissensoort uit de familie van koffervissen (Ostraciidae). De wetenschappelijke naam van de soort is voor het eerst geldig gepubliceerd in 1975 door Randall.